# Kendra Wilkinson
Kendra Leigh Baskett (nacida Kendra Leigh Wilkinson; San Diego, California, 12 de junio de 1985) es una modelo, actriz y empresaria estadounidense. Fue residente en la Mansión Playboy y una de las tres novias del propietario y fundador de Playboy Hugh Hefner. Más conocida como personaje de televisión, Kendra se hizo famosa gracias al programa de televisión de reality show The Girls of the Playboy Mansion, retransmitido en Estados Unidos por el canal E!.

## Biografía
Kendra Wilkinson nació en San Diego, California, Estados Unidos. Ella tiene un hermano menor llamado Colin. Su madre, Patti, era originaria de Cherry Hill, Nueva Jersey. Su padre, Eric, se crio en Bryn Mawr, Pensilvania y Ocean City, Nueva Jersey, antes de mudarse a San Diego, California, Estados Unidos. Patti y Eric se casaron el 5 de noviembre de 1983. Se divorciaron el 25 de marzo de 1994, cuando Kendra tenía ocho años. Su abuela, Gloria Wilkinson, murió en abril de 2016. Kendra Wilkinson San Diego, California, Estados Unidos en el barrio de Clairemont y jugó softball durante seis años con los Clairemont Bobby Sox. Cuando dejó la escuela secundaria, comenzó a trabajar como modelo y también trabajó brevemente como asistente administrativa en la oficina de un dentista.

## Carrera

### 2004–2009:Playboy and The Girls Next Door
Kendra Wilkinson conoció a Hugh Hefner en su fiesta de cumpleaños número 78 en abril de 2004, donde fue contratada para ser una de las "chicas pintadas". Hugh Hefner había visto una foto de sus sesiones de fotos tomadas por Kim Riley, en una máquina de fax en la Mansión Playboy y quería saber quién era ella. Poco después de conocerse, Hugh Hefner le preguntó a Kendra Wilkinson si quería ser una de sus novias, y la trasladó a la Mansión Playboy. Ella apareció en el programa de televisión de reality show The Girls of the Playboy Mansion, retransmitido en Estados Unidos por el canal E! que siguió la vida de las novias de Hugh Hefner, Kendra Wilkinson, Bridget Marquardt y Holly Madison. Kendra Wilkinson ha realizado varios cameos en diferentes programas como Las Vegas y Entourage. Aparece en la película Scary Movie 4 junto a sus dos compañeras, las otras dos novias de Hugh Hefner Holly Madison y Bridget Marquardt. Ella apareció junto con Holly Madison y Bridget Marquardt en la edición de noviembre de 2005 de Playboy, en un especial llamado "In The Bed With The Girls Next Door". En 2006, apareció en Playboy Special Editions Sexy 100. En 2007, apareció en el video musical de Nickelback de "Rockstar", junto con Bridget Marquardt y Holly Madison. En 2007, Kendra apareció en un episodio de WWE Raw con Bridget Marquardt. Se mudó de la Mansión Playboy en 2009 después de conocer a su futuro esposo, Hank Baskett.

### 2009-2011:Kendra, Matrimonio y Maternidad
El 22 de septiembre de 2008, el International Business Times informó que Kendra Wilkinson estaba comprometida con el entonces receptor abierto de los Philadelphia Eagles, Hank Baskett. Kendra Wilkinson inicialmente negó esto, pero luego admitió que estaba en una relación con Hank Basket el 7 de octubre de 2008 en una entrevista con Chelsea Handler en Chelsea Lately. El 6 de noviembre de 2008, E! Online anunció que Kendra Wilkinson y Hank Basket estaban comprometidos, después de que propuso matrimonio el sábado anterior en Space Needle en Seattle, Washington. Kendra Wilkinson se casó con Hank Basket el 27 de junio de 2009, en la Mansión Playboy. Aunque inicialmente se anunció que Hugh Hefner llevaría a la novia, el hermano de Kendra, Colin, la acompañó al altar. La familia de Kendra Wilkinson estuvo presente, así como las ex estrellas de The Girls Next Door, Holly Madison y Bridget Marquardt. En el episodio de la boda de Kendra ella dijo que tomaría el apellido de Baskett. Vivían en Calabasas, California. El 11 de junio de 2009, Kendra Wilkinson anunció su primer embarazo. Los amigos de Kendra le organizaron un baby shower el 9 de septiembre de 2009. Ella le dijo a E! News de que Hugh Hefner sería el padrino del bebé pero luego lo negó. El bebé, nació en 12 de diciembre de 2009, llamado Hank Baskett IV. En una entrevista después del nacimiento de su hijo, Kedra reveló que había sufrido depresión posparto. "Después de dar a luz, nunca me cepillé el pelo, los dientes ni me di una ducha", dijo Baskett. "Un día me miré en el espejo y estaba muy deprimida". Después del nacimiento, pesaba 140 libras, según una entrevista a E!. Ella atribuyó su depresión a mudarse a Indiana, Indianápolis, donde su esposo jugó tan pronto después del nacimiento y sentirse aislada. Kendra Wilkinson protagonizó un spin-off de The Girls Next Door, titulado Kendra que se centró en su vida después de salir de la Mansión Playboy y comprometerse. En 2010 publicó una memoria, Sliding Into Home. El 17 de marzo de 2010, Kendra  Baskett E! True Hollywood Story se estrenó en E! Entertainment Television. Durante el episodio de una hora, habló sobre su rocoso camino hacia el estrellato. En mayo de 2010, apareció una grabación de video de Kendra Wilkinson teniendo relaciones sexuales con un hombre no identificado. La grabación fue adquirida por Vivid Entertainment, quien planeó distribuir la cinta como Kendra Exposed. Kendra Wilkinson impugnó la liberación y amenazó con demandar si se liberaba. RadarOnline informó que en 2008, la propia Kendra Wilkinson creó una empresa Home Run Productions LLC a través de la cual hizo varios intentos de vender cintas de sexo. Las fuentes informaron que a Kendra Wilkinson le pagaron $680.000 por la película que hizo su novio de la escuela secundaria Justin Frye cuando tenía dieciocho años.

### Dancing with the Stars
Kendra Baskett fue concursante en la duodécima temporada de Dancing with the Stars y su pareja de baile fue Louis Van Amstel. Fue eliminada en la séptima semana, el 3 de mayo de 2011.

### 2012–presente: Kendra on Top y su divorcio
Después de separarse del canal E!. En 2011, Kendra Baskett  y su familia comenzaron un nuevo reality show en WE, Kendra on Top. Se estrenó el 5 de junio de 2012. El programa terminó el 18 de agosto de 2017. El 26 de febrero de 2013, Kendra Baskett apareció en un episodio de Celebrity Wife Swap con Kate Gosselin. En noviembre de 2014, Kendra  Baskett participó en la decimocuarta serie del éxito de la serie de televisión de realidad británica I'm a Celebrity ... Get Me Out of Here!, terminando en sexto lugar. En 2015, participó en la quinta temporada del reality show de WE Marriage Boot Camp: Reality Stars con su esposo Hank Basket. El 28 de abril de 2017, Kendra Baskett y su madre fueron una de las familias presentadas en el reality show de WE Marriage Bootcamp: Family Edition. El 3 de abril de 2018, solicitó el divorcio de Hank Baskett.

## Vida personal
El 8 de octubre de 2008, Hefner dijo que él y Wilkinson se separaron. El 20 de abril de 2013, Wilkinson estuvo involucrada con otro vehículo en un accidente automovilístico en una autopista de California. Sus lesiones incluyeron un derrame cerebral hemorrágico menor. El 31 de octubre de 2013, Kendra Baskett anunció que estaba embarazada de su segundo hijo. Dio a luz a una niña el 15 de mayo de 2014 a la que llamaron Alijah Mary Baskett.